# 日德蘭步兵師 (德國國防軍)
日德蘭步兵師（德語：Infanterie-Division Jütland）是納粹德國國防軍陸軍的一個步兵師。該師曾兩次組建。
該師第一次組建於1944年7月，作為影子師組建，同年8月解散，其組成部隊歸入其他部隊的組建工作。該師第二次組建於1945年3月，同年4月改名為第325“日德蘭”步兵師（德語：325. Infanterie-Division Jütland），又名第325步兵師（德語：325. Infanterie-Division）。
該師實際上並沒有完成組建，但仍調至西線，此後一直在當地作戰。
該師最後於1945年5月解散。

## 註腳
1. 1 2  Mitcham（2007年）